# Varanus bengalensis
Varanus bengalensis är en ödleart som beskrevs av Daudin 1758. Varanus bengalensis ingår i släktet Varanus och familjen varaner. Internationella naturvårdsunionen kategoriserar arten globalt som livskraftig.
Utbredningsområdet sträcker sig från sydvästra Iran och Afghanistan över södra Asien till Sri Lanka och Java. Arten saknas i vissa områden av Indien, Sri Lanka och Bangladesh. Även populationen på Sumatra antas vara utdöd. Varanus bengalensis lever i låglandet och i låga bergstrakter upp till 1500 meter över havet. Den vistas i öknar, buskskogar, skogar, jordbruksmark och nära vattendrag.

## Underarter
Arten delas in i följande underarter:
- V. b. bengalensis
- V. b. irrawadicus
- V. b. vietnamensis

## Bildgalleri

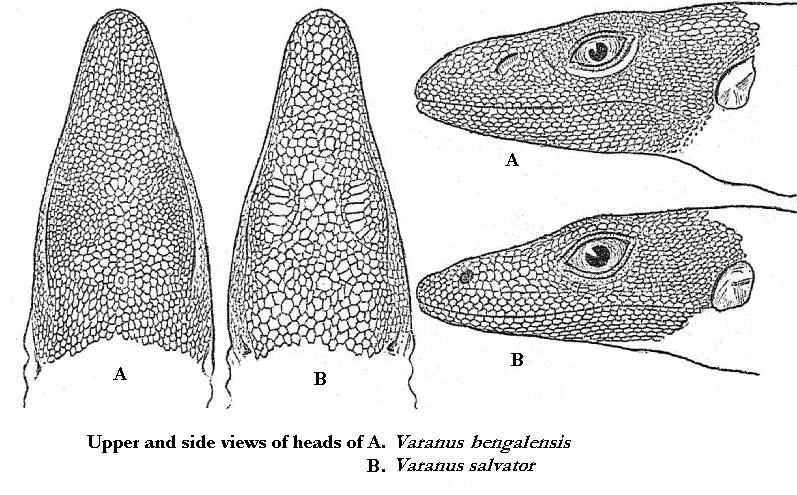
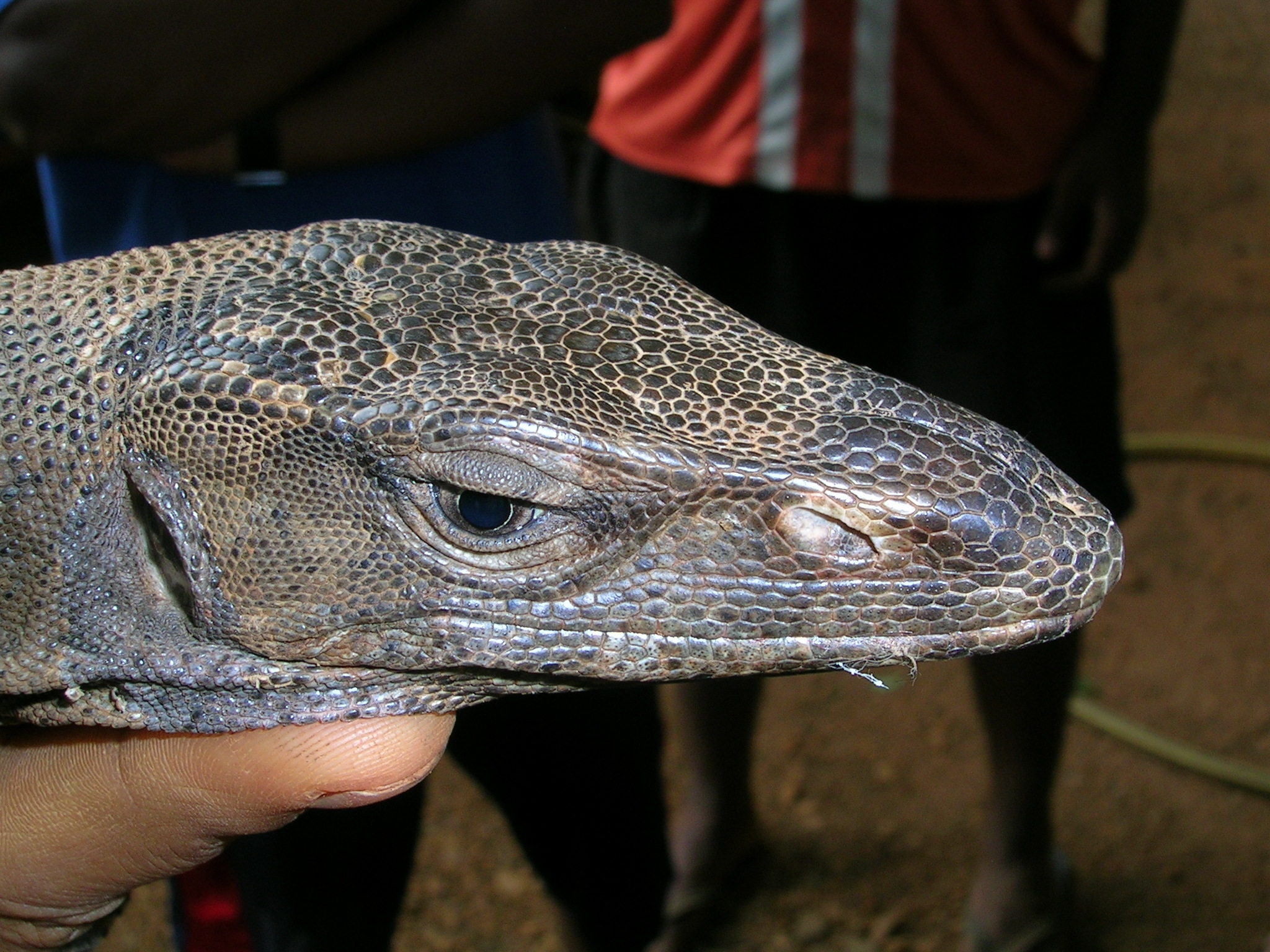
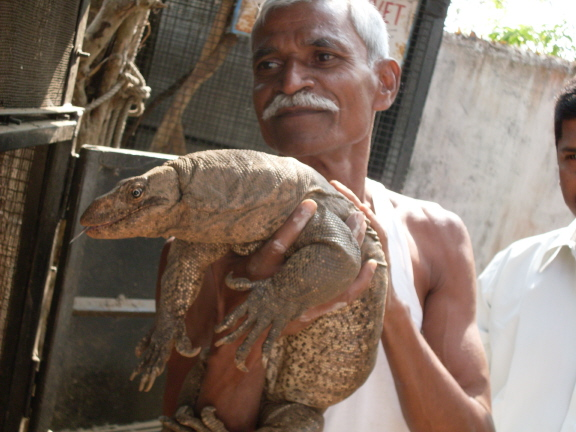
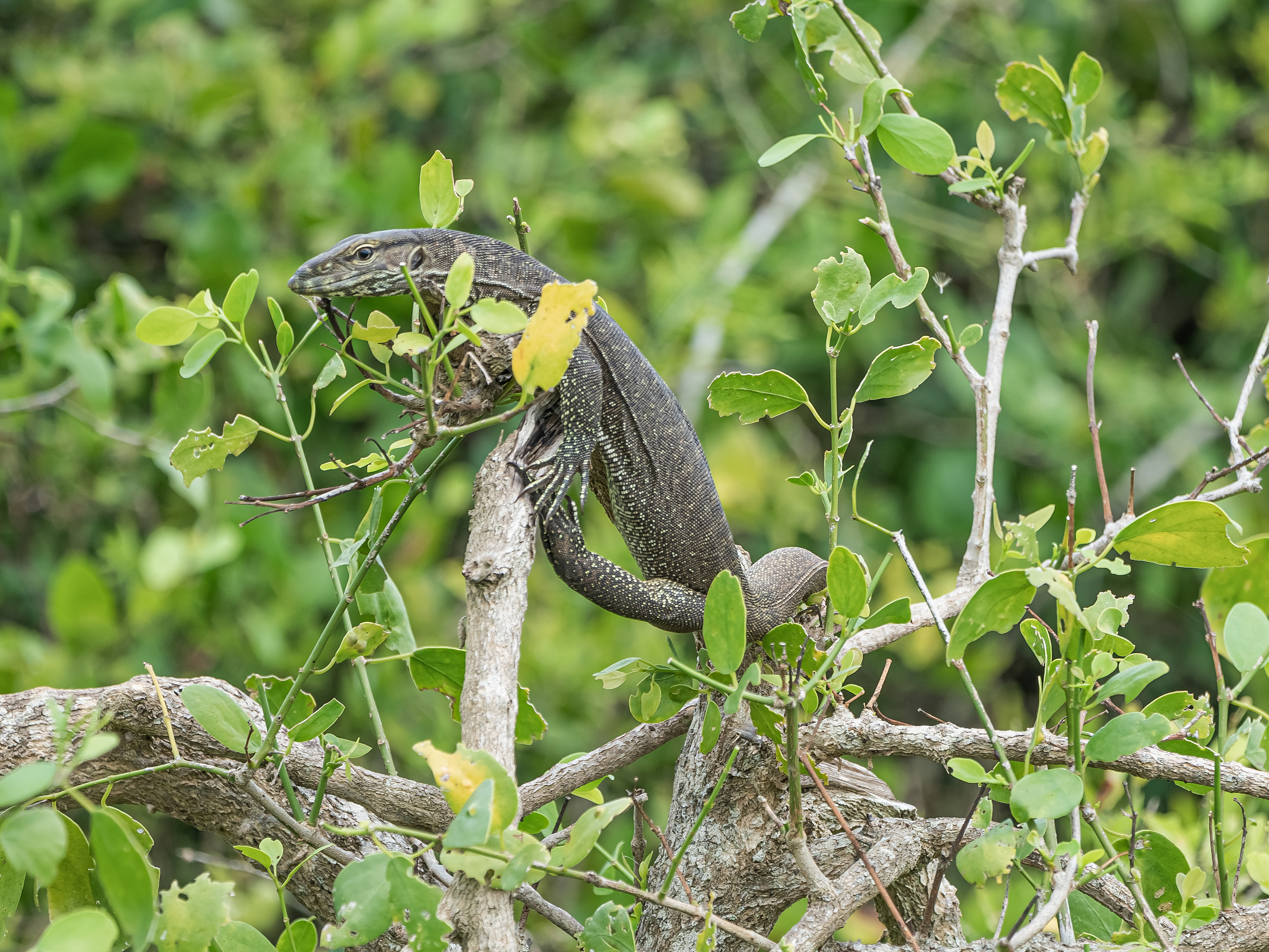
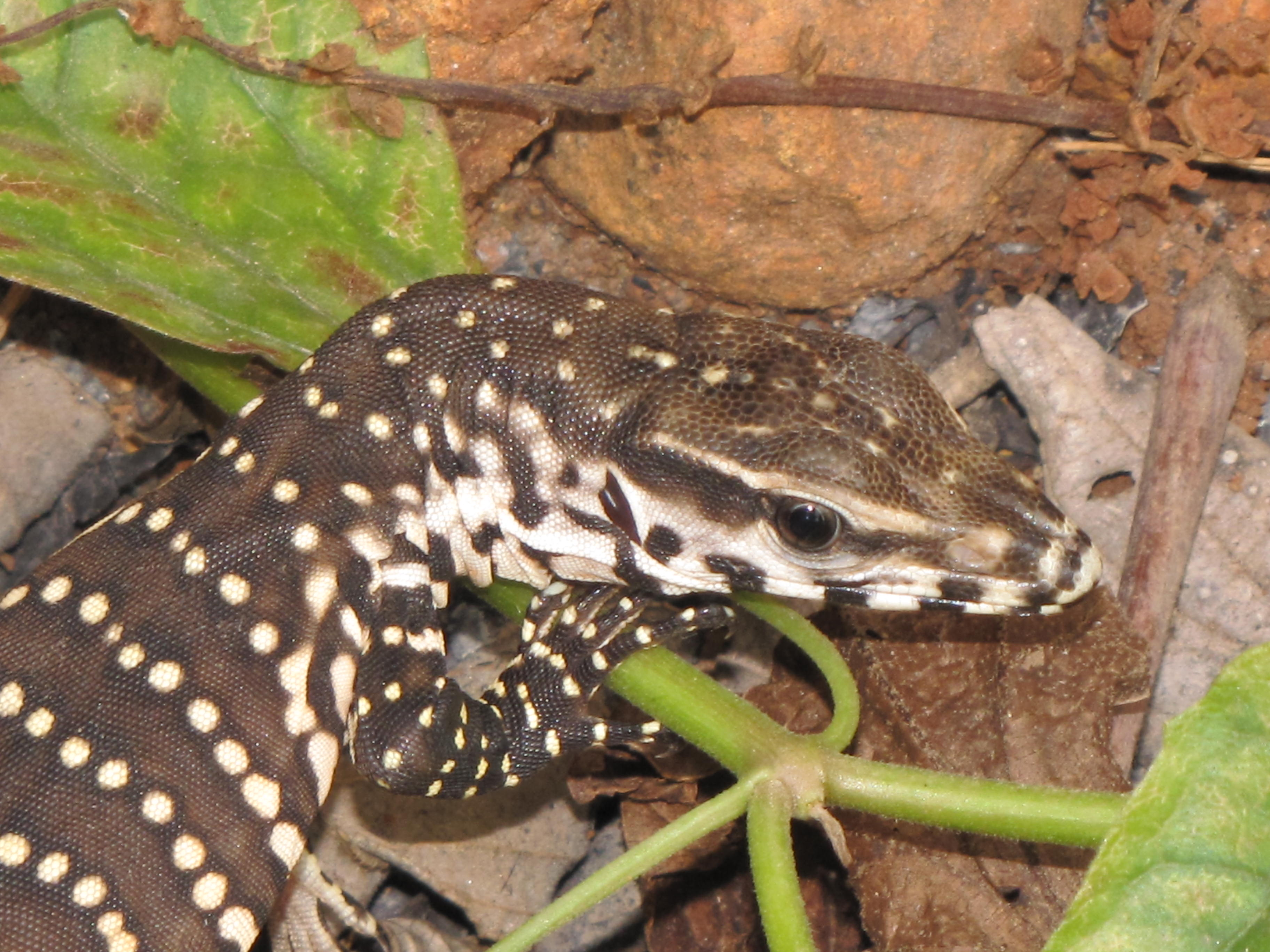
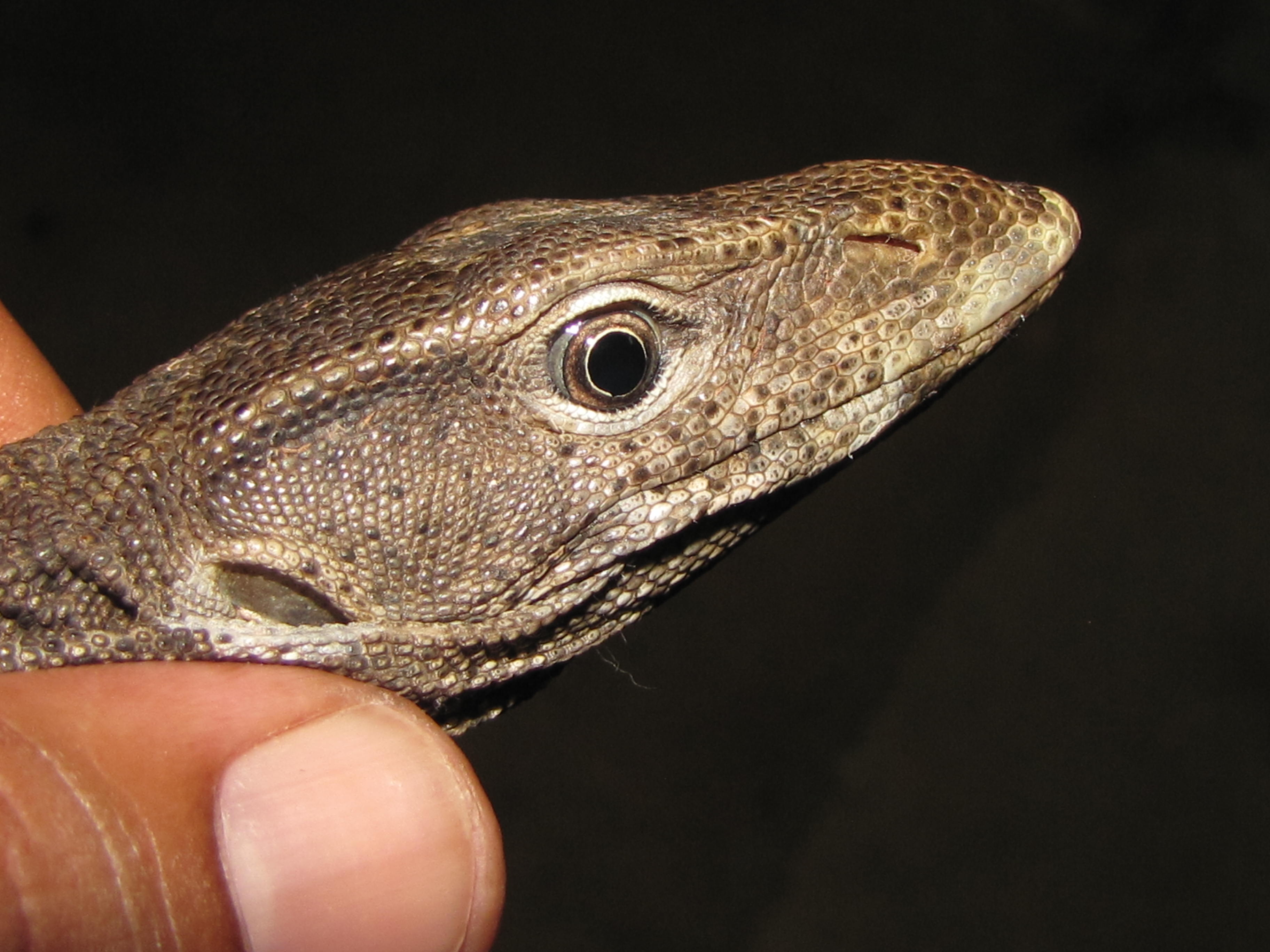